# Germaine Michel-Jaffard
 (février 2017).
Germaine Drelon dite Germaine Michel-Jaffard est une résistante française née le 11 janvier 1896 à Châlons-sur-Marne (Marne) et morte le 5 juillet 1973 à Fréjus (Var).

## Biographie

### Famille
Elle est la fille de Félix Drelon, maire de Châlons-sur-Marne et député de la Marne, et de Louise Isidore Bonnomet.

### Seconde Guerre mondiale
Dès l'automne 1943, alors que les groupes de résistants, dont les terrains étaient en cours d'homologation, forment des équipes de réception, elle participe, avec Horst Albin Schneider, à l'organisation de ces groupes. Elle prend ainsi la tête de la section atterrissage parachutage de Fayence qui est chargée de la récupération des parachutages d'armes, de munitions et d'agents de liaison, sur le plateau de Canjuers.
En août 1944, elle monte au lieu de la Roche, au nord immédiat du village de Fayence, où est réfugiée la garnison de l'armée allemande, encore constituée de plus de deux-cents soldats, afin de négocier sa reddition. Seule, drapeau blanc en main, elle parvient à obtenir du Major Turnov que ses soldats rendent les armes, à la condition d'être remis aux mains des Alliés et non aux unités de la Résistance.
Ainsi, son courage et sa parfaite connaissance de la langue allemande permettent de libérer Fayence.

### Décès
Elle décède le 5 juillet 1973 à Fréjus.
Étant domiciliée à Fayence, elle est inhumée dans le cimetière de cette ville où repose, désormais, à ses côtés, celui qui est considéré comme son fils adoptif, Horst Albin Schneider, dit René Jaffard (né le 17 septembre 1914 à Auerbach et décédé le 1er janvier 1994 à Saint-Raphaël), médaillé de la résistance et répertorié comme Résistant de la région de Fayence, département du Var, dans un réseau non homologué des Forces françaises combattantes.

## Vie privée
Elle épouse le 14 mai 1914, à Saint-Cloud, Antoine Henri Louis Raymond Michel-Jaffard, fils de Marie Antoine Louis Michel (devenu Michel-Jaffard en 1884), et de Marie Henriette Augustine Mathilde Jaffard.

## Distinctions

### Décoration
- Médaille de la Résistance française (décret du 24 avril 1946)[5]

### Reconnaissance
Elle est répertoriée comme chef de la Résistance de la région de Fayence dans un réseau homologué des Forces françaises combattantes.

### Hommage
À l'occasion de la célébration des 70 ans de la libération de Fayence, le 22 août 2014, Jean-Luc Fabre, maire de la commune, lui rend hommage, louant son courage et sa détermination.

## Sources
- Service historique de la défense - dossier administratif de résistants (GR16P193250)
- Service historique de la Défense - dossier administratif de résistants (GR16P540680)
- Discours de Jean-Luc Fabre, Maire de Fayence, du 22 août 2014
- Musée d'histoire du pays de Fayence[6]